# Belemnia mygdon
Belemnia mygdon är en fjärilsart som beskrevs av Druce 1900. Belemnia mygdon ingår i släktet Belemnia och familjen björnspinnare. Inga underarter finns listade i Catalogue of Life.